# Juniville
Juniville es una comuna francesa situada en el departamento de Ardenas, en la región de Gran Este.

## Demografía
| 698 | 718 | 720 | 760 | 829 | 844 | 1239 |
| Para los censos de 1962 a 1999 la población legal corresponde a la población sin duplicidades (Fuente: INSEE [Consultar]) |     |     |     |     |     |      |